# La industria del Holocausto
La industria del Holocausto: la explotación del sufrimiento de los judíos es un libro escrito por Norman Finkelstein y publicado en el año 2000 en EE. UU., en el cual se defiende la tesis de que existe una «industria» que estaría explotando la memoria del Holocausto, además de asegurar que dicha industria banaliza la cultura judía y su religión, así como pervierte la historia general del holocausto.
La tesis principal es que existe lo que Finkelstein llama una «industria del Holocausto» (con mayúscula, para distinguirlo del holocausto real, según el autor), fomentada y explotada por grandes organizaciones judías estadounidenses sobre todo a partir de la guerra árabe-israelí de 1967 para beneficiarse de ingentes fondos de indemnización, promover con ello su nueva situación privilegiada y, en último término, inmunizar la política del estado de Israel contra toda crítica. Finkelstein describe al efecto las extorsiones financieras a la que estos grupos de presión judíos han sometido a Suiza y Alemania y a los legítimos reclamantes judíos del holocausto. Denuncia que los fondos de indemnización no han sido utilizados en su mayor parte para ayudar a los supervivientes, que han permanecido en el abandono y la indigencia, sino para fines espurios.